# Come What(ever) May
Albums de Stone Sour
Stone Sour
(2002) Audio Secrecy
(2010)
Singles
1. "30/30-150"
Sortie : 3 juin 2006
2. "Through Glass"
Sortie : 22 juillet 2006
3. "Sillyworld"
Sortie : 9 mars 2007
4. Made of Scars
Sortie : 11 juin 2007
5. Zzyxz Rd.
Sortie : 5 octobre 2007

Come What(ever) May est le second album studio du groupe Stone Sour. Il est sorti durant l'été 2006 sur le label Roadrunner Records. Il présente plus de maturité et de diversité dans le son que le premier album éponyme du groupe.

## Historique
Cet album fut enregistré dans le studio d'enregistrement de Dave Grohl, le Studio 606 à Northridge, un quartier de Lost Angeles. Il fut enregistré par Andy Staub et produit par Nick Raskulinecz entre janvier et avril 2006. L'écriture des titres commença en 2003 lorsque le chanteur Corey Taylor et le guitariste James Root composaient le nouveau matériel pour le nouvel album de Slipknot, Vol. 3: (The Subliminal Verses).
Peu après le début de l'enregistrement des démos du second album, le batteur Joel Ekman, quitte le groupe pour rester à côté de son fils, Isaac James, atteint d'une tumeur cancéreuse au cerveau. C'est alors Roy Mayorga (ex-Soulfly) qui le remplaça. Mayorga apparaît sur toutes les chansons de l'album sauf sur celle d'ouverture "30/30-150". Les percussions sur ce morceau ont été assurées par le batteur du groupe Godsmack et ex-Amen, Shannon Larkin. Par la suite, Roy Mayorga deviendra le batteur officiel du groupe.
L'album s'est vendu à 80 000 exemplaires lors de sa première semaine, et a démarré à la 4e place du Billboard Hot 100 aux États-Unis. L'album y sera certifié disque de platine et disque d'or au Canada et au Royaume-Uni.
En 2007, l'album sera réédité en édition spéciale (avec une pochette différente) comprenant six titres bonus inédit ainsi qu'un DVD du concert intégral donné en octobre 2006 à Moscou, les clips vidéos des singles "30/30-150", "Through Glass", "Sillyworld", "Made of Scars".

## Liste des titres

### Édition standard
- Tous les titres sont signés par le groupe.

| No  | Titre               | Durée |
| --- | ------------------- | ----- |
| 1.  | 30/30-150           | 4:18  |
| 2.  | Come What(ever) May | 3:40  |
| 3.  | Hell & Consequences | 3:32  |
| 4.  | Sillyworld          | 4:10  |
| 5.  | Made of Scars       | 3:23  |
| 6.  | Reborn              | 3:13  |
| 7.  | Your God            | 4:44  |
| 8.  | Through Glass       | 4:43  |
| 9.  | Socio               | 3:20  |
| 10. | 1st Person          | 4:02  |
| 11. | Cardiff             | 4:42  |
| 12. | Zzyzx Rd.           | 5:15  |

## Membres du groupe
- Corey Taylor - chant, guitare sur "Sillyworld", "Through Glass" et "Zzyxz Rd.
- James Root - guitare, batterie sur "The Day I Let Go"
- Josh Rand - guitare
- Shawn Economaki - basse
- Roy Mayorga - batterie, percussions sur tous les titres sauf "30/30 - 150" et The Day I Let Go"

avec
- Shannon Larkin - batterie, percussions sur "30/30 - 150
- Rami Jaffee - piano sur "Zzyxz Rd."

## Charts & certifications

### Album
| Pays                                 | Durée du classement | Meilleur classement | Date             |
| ------------------------------------ | ------------------- | ------------------- | ---------------- |
| Allemagne (GfK Entertainment)        | 6 semaines          | 18e                 | 11 août 2006     |
| Australie (ARIA Charts)              | 3 semaines          | 21e                 | 13 août 2006     |
| Autriche (Ö3 Austria Top 40)         | 8 semaines          | 13e                 | 11 août 2006     |
| Belgique (V) (Ultratop)              | 7 semaines          | 34e                 | 19 août 2006     |
| Belgique (W) (Ultratop)              | 1 semaine           | 82e                 | 19 août 2006     |
| Canada (Canadian Album Chart)        | 1 semaine           | 6e                  | 19 août 2006     |
| Écosse (Scottish Album Chart)        | 3 semaines          | 28e                 | 6 août 2006      |
| États-Unis (Billboard 200)           | 38 semaines         | 4e                  | 19 août 2006     |
| États-Unis (Top Rock Albums)         | 15 semaines         | 1er                 | 19 août 2006     |
| Finlande (Suomen virallinen lista)   | 2 semaines          | 21e                 | 7 août 2006      |
| France (SNEP)                        | 9 semaines          | 56e                 | 5 août 2006      |
| Italie (FIMI)                        | 2 semaines          | 48e                 | 7 septembre 2006 |
| Nouvelle-Zélande (RMNZ Albums Top40) | 3 semaines          | 31e                 | 6 novembre 2006  |
| Pays-Bas (MegaCharts)                | 13 semaines         | 33e                 | 5 août 2006      |
| Royaume-Uni (UK Albums Chart)        | 4 semaines          | 27e                 | 12 août 2006     |
| Suède (Sverigetopplistan)            | 4 semaines          | 30e                 | 10 août 2006     |
| Suisse (Schweizer Hitparade)         | 5 semaines          | 25e                 | 13 août 2006     |

Certifications
| Pays                  | Certification | Ventes      | Date              |
| --------------------- | ------------- | ----------- | ----------------- |
| États-Unis (RIAA)     | Platine       | 1 000 000 + | 21 juillet 2017   |
| Canada (Music Canada) | Or            | 50 000 +    | 11 décembre 2006  |
| Royaume-Uni (BPI)     | Or            | 100 000 +   | 17 septembre 2010 |

### Singles
Through Glass
| Chart                    | Durée du classement | Position | Date              | Certification                  |
| ------------------------ | ------------------- | -------- | ----------------- | ------------------------------ |
| (Hot 100)                | 26 semaines         | 39e      | 6 janvier 2007    | Platine · 2 × Platine · Argent |
| (Mainstream Rock Tracks) | 40 semaines         | 1er      | 16 septembre 2006 | Platine · 2 × Platine · Argent |
| (Alternative Songs)      | 38 semaines         | 2e       | 4 novembre 2006   | Platine · 2 × Platine · Argent |
| (Single Top 100)         | 2 semaines          | 95e      | 19 janvier 2007   | Platine · 2 × Platine · Argent |
| (RMNZ Singles Top40)     | 2 semaines          | 37e      | 13 novembre 2006  | Platine · 2 × Platine · Argent |
| (Single Top 100)         | 7 semaines          | 32e      | 7 octobre 2006    | Platine · 2 × Platine · Argent |
| (UK Singles Chart)       | 1 semaines          | 98e      | 12 novembre 2006  | Platine · 2 × Platine · Argent |

| Single        | Chart                    | Durée du classement | Position | Date            |
| ------------- | ------------------------ | ------------------- | -------- | --------------- |
| Sillyworld    | (Mainstream Rock Tracks) | 25 semaines         | 2e       | 7 avril 2007    |
| Sillyworld    | (Alternative Songs)      | 38 semaines         | 2e       | 4 novembre 2006 |
| Made of Scars | (Mainstream Rock Tracks) | 20 semaines         | 12e      | 18 juillet 2007 |
| Zzyzx Rd.     | (Mainstream Rock Tracks) | 14 semaines         | 29e      | 5 janvier 2008  |